# 莱塔河畔诺伊弗尔德
莱塔河畔诺伊弗尔德是奥地利布尔根兰州艾森斯塔特城郊县的一个市镇。总面积4.24平方公里，总人口3112人，人口密度734.0人/平方公里（2011年）。